# Capri-Napoli (2011)
La 46ª edizione della Capri-Napoli si è svolta il 19 giugno 2011, con partenza dal Lido Le Ondine – Marina Grande e Arrivo presso la Rotonda Diaz di Napoli.
21 nuotatori (13 uomini e 8 donne) + 4 fuori gara FINA

## Classifica finale[1]
|    | Atleta                            | Nazione         | Tempo      | Classifica |
| 1  | Rotislav Vitek                    | Rep. Ceca       | 7h 05’49”  | 1° uomini  |
| 2  | Andrea Volpini                    | Italia          | 7h 06’ 00” | 2° uomini  |
| 3  | Mohammad Saleh                    | Siria           | 7h 11’ 09” | 3° uomini  |
| 4  | Evgeny Pop Acev                   | Macedonia       | 7h 21’ 27” | 4° uomini  |
| 5  | Mattia Alberico                   | Italia          | 7h 22’ 59” | 5° uomini  |
| 6  | Rodolfo Valenti                   | Italia          | 7h 27’ 52” | 6° uomini  |
| 7  | Ian Van Der Hulst                 | Paesi Bassi     | 7h 31’ 21” | 7° uomini  |
| 8  | Pilar Geijo                       | Argentina       | 7h 34’ 21” | 1a donne   |
| 9  | Matheus Evangelista               | Brasile         | 7h 45’ 24” | 8° uomini  |
| 10 | Tomi Stefanovski                  | Macedonia       | 7h 45’ 56” | 9° uomini  |
| 11 | Giuseppe Russo                    | Italia          | 7h 51’ 02” | 10° uomini |
| 12 | Marco Buccioni                    | Italia          | 8h 00’ 29” | 11° uomini |
| 13 | Esther Nunez                      | Spagna          | 8h 11’ 35” | 2a donne   |
| 14 | Alessandra Romiti                 | Italia          | 8h 21’ 13” | 3a donne   |
| 15 | Ivana Sitic                       | Croazia         | 8h 57’ 38” | 4a donne   |
| 16 | Igor Dimovski                     | Macedonia       | 9h 04′ 36″ | 12° uomini |
| 17 | Nicoletta Simonazzi               | Italia          | 9h 06′ 12″ | 5a donne   |
|    | Ritirati:                         |                 |            |            |
|    | Mauro Sebastiano Nappa            | Italia          |            |            |
|    | Vanesa Rita Garcia                | Argentina       |            |            |
|    | Mariana Mello                     | Brasile         |            |            |
|    | Grith Sigsgaard                   | Danimarca       |            |            |
|    | Fuori gara FINA – (non FINA race) |                 |            |            |
|    | Marco Murari                      | Italia- Messico | 9h 29′ 56″ |            |
|    | Costance Bastiani                 | Francia         | n/d        |            |
|    | Antonio Perlini                   | Italia          | n/d        |            |
|    | Patrizio Coppotelli               | Italia          | n/d        |            |